# Lo que trajo el barco
Lo que trajo el barco es el título del tercer álbum de estudio oficial grabado por el cantautor puertorriqueño-estadounidense Obie Bermúdez, Fue lanzado al mercado por la empresa discográfica EMI Televisa Music el 29 de agosto de 2006. luego de los éxitos discográficos de Confesiones (2003) y Todo el año (2004), respectivamente. Éste material discográfico fue producido por el propio artista junto a Andrés Castro y el argentino-estadounidense Sebastián Krys y fue nominada para el Premio Grammy al Mejor Álbum de Pop Latino en la 49°. entrega anual de los Premios Grammy, celebrada el domingo 11 de febrero de 2007.

## Lista de canciones
| Lo que trajo el barco |                                                                     |                                   |          |  |
| N.º                   | Título                                                              | Escritor(es)                      | Duración |  |
| 1.                    | «El millonario» (Intro)                                             | Obie Bermúdez                     | 1:05     |  |
| 2.                    | «La soledad»                                                        | Obie Bermúdez                     | 3:38     |  |
| 3.                    | «Decisiones que matan»                                              | Obie Bermúdez                     | 3:41     |  |
| 4.                    | «Mejor así»                                                         | Obie Bermúdez                     | 3:51     |  |
| 5.                    | «Dame una señal»                                                    | Obie Bermúdez                     | 3:54     |  |
| 6.                    | «Soga en mano»                                                      | Obie Bermúdez                     | 4:16     |  |
| 7.                    | «Si fuera fácil»                                                    | Obie Bermúdez                     | 3:41     |  |
| 8.                    | «Ella tiene algo» (El secreto de Victoria)                          | Sebastián Krys                    | 3:16     |  |
| 9.                    | «Quieren salsa» (Interlude)                                         | Obie Bermúdez                     | 0:28     |  |
| 10.                   | «Spanglish»                                                         | Obie Bermúdez                     | 3:22     |  |
| 11.                   | «I Am» (Interlude)                                                  | Obie Bermúdez                     | 1:27     |  |
| 12.                   | «La más bella»                                                      | Obie Bermúdez                     | 3:51     |  |
| 13.                   | «El amanecer»                                                       | Sebastián Krys                    | 3:16     |  |
| 14.                   | «Hablando del barco» (Interlude)                                    | Obie Bermúdez                     | 1:12     |  |
| 15.                   | «Sigo con ella»                                                     | Obie Bermúdez                     | 3:28     |  |
| 16.                   | «Cuando se ama a una mujer» (con Fonseca, Gustavo Laureano y Reyli) | Gustavo Laureano · Sebastián Krys | 3:52     |  |
| 48:13                 |                                                                     |                                   |          |  |